# La sirenita (historieta)
La sirenita es una historieta de 2000 del autor de cómics español Francisco Ibáñez, perteneciente a su serie Mortadelo y Filemón.

## Trayectoria editorial
Publicada en 2000 en el n.º 155 de la Colección Olé y en 2003 en el número 94 de Magos del Humor.

## Sinopsis
El profesor Bacterio ha inventado el vivimetallinus, una pistola de rayos que hace que cualquier metal cobre vida. España va a presentar en Copenhague el invento y Mortadelo y Filemón se encargarán de la protección del proyecto. Pero ocurre que en Copenhague accidentalmente se dispara un rayo contra la estatua de la sirena del puerto (un símbolo de la ciudad) y la sirena cobra vida propia y se escapa por la ciudad. Mortadelo y Filemón deberán capturarla, para volver a restablecerla en su puesto, antes de que el gobierno danés tome medidas al respecto contra España.

## Comentarios
Homenaje de Ibáñez a Dinamarca, uno de muchos países en que Mortadelo y Filemón triunfa.